# Doru Spînu
Doru Virgil Spînu (n. 23 august 1955, București, România) este un jucător român de polo pe apă. A concurat la Jocurile Olimpice de vară din 1976 și la Jocurile Olimpice de vară din 1980. La Universiada din 1981 a câștigat medalia de bronz cu echipa României.

## Distincții
- Ordinul „Meritul Sportiv” clasa a III-a (18 august 1976) „pentru rezultatele deosebite obținute la Jocurile olimpice de vară de la Montreal – 1976, precum și pentru contribuția adusă la dezvoltarea activității sportive și la creșterea prestigiului sportului românesc pe plan internațional”[5]